# 毛利十郎
毛利 十郎（もうり じゅうろう、生没年不詳）は、戦国時代の武将 。

## 略歴
織田信長の馬廻衆。父は稲葉山城の戦いで討死した毛利敦元（十郎）だと考えられる 。永禄3年（1560年）桶狭間の戦いで前田利家らと共に武功を挙げた 。